# Ciconia (zoologia)
Ciconia è un genere della famiglia dei Ciconiidi.

## Distribuzione e habitat
Sei delle sette specie attuali vivono nel Vecchio Mondo, ma la cicogna maguari ha un areale sudamericano. Inoltre, i resti fossili suggeriscono che in epoche membri del genere Ciconia erano molto più comuni nelle zone tropicali delle Americhe.

## descrizione
Le cicogne del genere Ciconia sono uccelli molto grandi, alti in genere 100 cm, un'apertura alare di 180 cm ed un becco lungo e spesso. Rispetto ad altre cicogne, il loro piumaggio è più variabile, ma alcune specie hanno il dorso e le ali neri e il ventre e il sottocoda bianchi. Gli esemplari giovani sono una versione più scialba e marroncina degli adulti.

## Biologia
Sono uccelli gregari che nidificano in colonie; le coppie rimangono unite per tutta la vita. Di solito costruiscono grandi nidi di ramoscelli sui rami, ma la cicogna maguari nidifica sul suolo e almeno altre tre specie costruiscono il nido su abitazioni umane. Una di queste, la cicogna bianca, è probabilmente il membro più conosciuto tra tutte le cicogne, visto che in Europa è considerata messaggera di salute e prosperità familiare.

## Alimentazione
Si nutrono di rane, insetti, giovani uccelli, lucertole e roditori. Come tutte le cicogne, volano tenendo il collo disteso, a differenza degli aironi che lo ripiegano.

## Migrazioni
Le specie che migrano, come la cicogna bianca e quella nera, fanno affidamento sulla larghezza delle loro ali e sulle correnti termiche di aria calda per sostenere lunghi voli. Dal momento che le correnti termiche si formano esclusivamente sulla terraferma, queste cicogne, come i grandi rapaci, attraversano il Mediterraneo nei punti più stretti, come lo Stretto di Gibilterra e il Bosforo.

## Specie
Il genere comprende sette specie, tutte molto comuni, a esclusione di C. boyciana e C. stormi:
| Specie di Ciconia                           | Specie di Ciconia | Specie di Ciconia |
| Nome comune e binomiale                     | Immagine          | Distribuzione |
| ------------------------------------------- | ----------------- | --- |
| Cicogna di Abdim (Ciconia abdimii)          |                   | Africa orientale, dall'Etiopia meridionale al Sud Africa |
| Cicogna collolanoso (Ciconia episcopus)     |                   | Asia, dall'India all'Indonesia e nell'Africa tropicale |
| Cicogna di Storm (Ciconia stormi)           |                   | Borneo; avvistata in Kalimantan (Indonesia), Serawak, Sabah (Malesia) e Brunei |
| Cicogna maguari (Ciconia maguari)           |                   | Venezuela e Colombia orientale; Guyana; Bolivia orientale; Paraguay; Brasile |
| Cicogna bianca orientale (Ciconia boyciana) |                   | Giappone, Cina, Corea e Russia |
| Cicogna bianca (Ciconia ciconia)            |                   | Europa, raggruppata nella penisola iberica e nel Nord Africa |
| Cicogna nera (Ciconia nigra)                |                   | Asia orientale (Siberia e Cina settentrionale) da ovest all'Europa centrale, raggiungendo l'Estonia a nord, Polonia, Bassa Sassonia e Baviera in Germania, Repubblica Ceca, Ungheria, Italia e Grecia a sud |

### Specie fossili
La documentazione fossile del genere è ampia, indicando che le cicogne del genere Ciconia un tempo erano più diffuse di quanto lo siano oggi. Sebbene il materiale noto tenda a suggerire che il genere si sia evoluto intorno all'Atlantico, forse nell'Europa occidentale o in Africa, la relativa mancanza di siti fossili in Asia rende questa ipotesi attualmente non ben fondata. Tutto ciò che si può dire è che nel Pliocene inferiore il genere Ciconia era diffuso almeno in tutto l'emisfero settentrionale.
I membri fossili del genere includono:
- Ciconia louisebolesae (Miocene inferiore di Riversleigh, Australia)
- ?Ciconia minor (Miocene inferiore dell'isola di Rusinga, Kenya)
- ?Ciconia sarmatica (Miocene superiore di Credinţa, Romania)
- ?Ciconia gaudryi (Miocene superiore/Pliocene inferiore di Pikermi, Grecia)
- Ciconia sp. 1 (Miocene superiore/Pliocene inferiore di Lee Creek Mine, USA)
- Ciconia sp. 2 (Miocene superiore/Pliocene inferiore di Lee Creek Mine, USA)
- ?Ciconia kahli (Pliocene inferiore del Sudafrica)
- Ciconia lucida - Cicogna mongola (Pliocene medio della Mongolia)
- Ciconia maltha - Cicogna di La Brea (Pliocene superiore – Pleistocene superiore degli Stati Uniti occidentali e meridionali, Cuba e Bolivia)
- Ciconia stehlini (Pliocene superiore – Pleistocene inferiore dell'Ungheria) – potrebbe appartenere a specie esistenti;
- Ciconia nana - Cicogna australiana – (Pliocene medio-inferiore, Pleistocene superiore dell'Australia) – formalmente Xenorhynchus[2]
- Ciconia sp. (Pleistocene superiore/Olocene inferiore di Las Breas de San Felipe, Cuba)[3]

Un radio distale nei depositi del Pleistocene superiore della caverna di San Josecito (Messico) potrebbe appartenere a questo genere o al genere Mycteria; il radio è più piccolo di quello di qualsiasi cicogna americana conosciuta, Ciconia o altro. Il genere fossile Prociconia dal Brasile, anch'esso del Pleistocene superiore, potrebbe essere un sinonimo junior di questo genere o di Jabiru. Un tarsometatarso distale trovato in un riparo roccioso a La Riunione era probabilmente di un uccello portato lì come cibo dai primi coloni; nessun resoconto noto menziona la presenza di cicogne alle Mascarene, e mentre inizialmente si credeva che questo subfossile provenisse da una cicogna, è oggi assegnato all'estinto ibis di Réunion (Threskiornis solitarius) che è abbastanza simile alle cicogne dal punto di vista osteologico e non era stato ancora descritto quando l'osso è stato scoperto (Cowles, 1994).